# بادامک

یک بادامک (زردرنگ) و یک پیرو.

بادامَک قطعه‌ای از یک سازوکار ویژه در اتصالات موتورها و دستگاه‌های مکانیکی است.
کار بادامک تبدیل حرکت چرخشی به حرکت خطی است.
بادامک مانند دیسکی به شکل قلب های بیضوی یا دیگر شکل‌ها است و برای چرخش روی محوری قرار می‌گیرد. بادامک به هنگام چرخش به میلهٔ مستقیم برخورد می‌کند. این میله پیرو نام دارد. شکل بادامک تعیین‌کنندهٔ شیوهٔ حرکت پیرو است. پیروها به‌وسیله فنر پیش‌گذاری‌شده با بادامکها در تماس میباشند. بادامک‌ها را بیشتر بر پایهٔ شکل‌شان نام‌گذاری می‌کنند.
در موتورها، بادامک‌هایی که روی میل بادامک قرار دارند با برجستگی‌های خود هنگام چرخیدن، سوپاپ‌ها را می‌فشارند تا باز شوند، در حالی که فنرهای روی سوپاپ‌ها، آن‌ها را به موقعیت بسته بازمی‌گردانند.
هنگامی که میل بادامک می‌چرخد، برجستگی‌ها متناسب با پیستون‌ها، سوپاپ‌ها را بالا و پایین می‌کنند. برای این منظور، رابطه مشخصی بین برجستگی بادامک‌ها و نحوه عملکرد موتور در سرعت‌های مختلف وجود دارد.
در خودروها بادامک‌ها میله‌های بلندی را که از بلوکِ موتور تا سرسیلندر امتداد پیدا کرده‌اند و به منظور فشردن بازوهای سوپاپ‌ها استفاده می‌شوند را به حرکت درمی‌آورند.
موتورهای دومیل‌بادامک دارای دو میل بادامک به ازای هر سرسیلندر هستند. موتورهای یک خط دارای دو میل بادامک و موتورهای V-شکل دارای چهار میل بادامک می‌باشند.

## گونه‌ها
گونه‌های بادامک عبارتنداز:

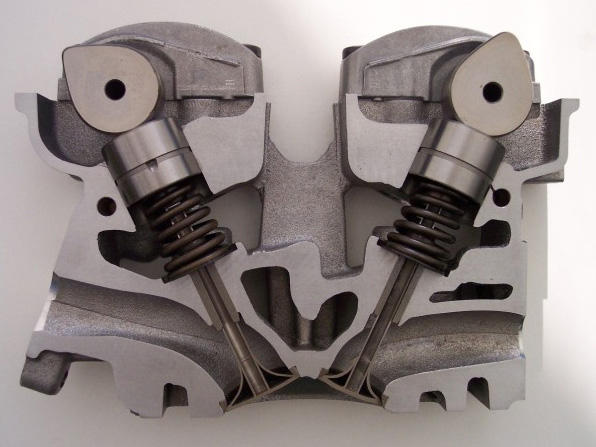
دو قطعهٔ گلابی‌شکل در قسمت بالای این موتور بادامک‌اند.

استوانه‌ای، بشقابی، بشکه‌ای، پلاتین، تراش، تفاضلی، دلکو، دورآرام تند، دوقطبی، رقاص، صفحه‌ای، قلبی، قلوه‌ای، گوی‌سان، لنگ، معکوس، معکوس‌کُن.
بادامک‌های صفحه‌ای یا دیسکی، به‌خاطر سادگی و حجم کم بسیار متداول هستند.

## پیشینه
گفته شده که یونانی‌ها از سدهٔ سوم پیش از میلاد در دستگاه‌های آبریز خود با بادامک آشنا بوده‌اند. استفادهٔ میل بادامک نخستین بار در سال ۱۲۰۶ توسط بدیع‌الزمان جزری دانشمندی از شرق آناتولی، معرفی شد. وی از بادامک در طراحی دستگاه‌های خود هم‌چون ساعت آبی، و دستگاه‌های بالابر آب بهره گرفت. بعدها اروپاییان از سدهٔ چهاردهم میلادی با بادامک و کاربردهای آن آشنا شدند.